# Station Oranmore
Station Oranmore is een treinstation in Oranmore in het Ierse graafschap Galway. Het ligt aan de lijn van Galway naar Dublin. Het station wordt tevens gebruikt voor de lijn naar Ennis en Limerick. Het oorspronkelijke station werd in 1963 gesloten. Bij de heropening in 2013 werd een nieuw station in gebruik genomen. 

## Verbindingen
In de dienstregeling van Iarnród Éireann voor 2015 heeft Oranmore verbindingen met Galway, met Ennis en Limerick en met Dublin. Naar Galway vertrekt vrijwel ieder uur een trein, naast de lijnen van Limerick en Dublin rijdt er zowel 's ochtends als 's middags een extra stoptrein tussen Athenry en Galway die ook in Oranmore stopt. De treinen tussen Dublin en Galway stoppen niet allemaal in Oranmore. Naar Limerick en Ennis gaan vijf treinen per dag. 